# Barbro Karlén
Barbro Karlén (sinh ngày 24 tháng 5 năm 1954) là một nhà văn, nhà thơ và tác giả tự truyện người Thụy Điển.

## Thân thế
Barbro Karlén chào đời tại tại giáo xứ Örgryte, Gothenburg, Thụy Điển ngày 24 tháng 5 năm 1954 với tên khai sinh là Barbro Helen Margaretha Karlén mà chữ Karlén lúc đầu ghi nhầm thành Carlén. Cha tên Sölve Carlén là công chức và mẹ là Maria Carlsson nhưng về sau Karlén còn được Giáo sư Erik Ask-Upmark nhận làm con nuôi nên lấy thêm chữ Ask-Upmark làm họ mới của mình. Bà kết hôn với Lars Sjögreen vào năm 1972–1973 khi còn là sinh viên và hai người có với nhau một cậu con trai tên là Erik Ask-Upmark.

## Văn nghiệp
Karlén vốn thể hiện khả năng viết văn làm thơ xuất sắc ngay từ thuở thiếu thời. Mới 12 tuổi bà đã cho ra mắt tập thơ đầu tay mang tên Människan på jorden (Người trên Trái Đất), nổi tiếng là một thần đồng văn học tại Thụy Điển. Bà còn xuất bản thêm mười một tập thơ và văn xuôi vào năm 16 tuổi ít nhiều đều gây tiếng vang trong văn đàn.
Hồi nhỏ, Karlén hay có những ký ức về kiếp trước là nhà văn và tác giả viết nhật ký người Đức gốc Do Thái Anne Frank (1929–1945).  Trong cuốn tự truyện nhan đề Và bầy sói hú được xuất bản bằng tiếng Thụy Điển vào năm 1998, nhằm chứng minh mình chính là kiếp sau của Anne Frank, tác giả kể rằng lúc bà còn nhỏ tuổi thường cùng gia đình sang thăm thú thủ đô Amsterdam ở Hà Lan, rồi tự tìm đường đến nhà Frank và xác định các chi tiết về việc xây dựng và trang bị nội thất của ngôi nhà vốn đã thay đổi nhiều lần kể từ thời Frank còn sống tại đây. Một người họ hàng rất thân của Anne Frank tên là Buddy Elias liền trở thành bạn thân của Barbro sau khi có dịp gặp mặt và trò chuyện với bà vào năm 1998. Ông xuất hiện trước công chúng để quảng bá cho cuốn tự truyện của Barbro vừa được dịch sang tiếng Đức. Tác phẩm này từng một thời gây xôn xao dư luận trong nước và thu hút sự chú ý của truyền thông quốc tế. Ngoài tiếng Thụy Điển và tiếng Đức ra, sách còn được dịch thành nhiều ngôn ngữ khác như tiếng Anh, tiếng Na Uy, tiếng Serbia và tiếng Hungary.
Karlén từng có thời gian làm nữ cảnh sát kỵ binh ở Thụy Điển cho đến năm 1993 thì đổi sang nghề huấn luyện ngựa và đua ngựa rồi tham gia tranh tài quốc tế về môn dạy ngựa. Năm 1999, Bà di cư sang nước Mỹ và chọn cư ngụ tại California. Hiện Karlén đang sinh sống ở tiểu bang Bắc Carolina và đảm nhận chức Giám đốc Giáo dục tại Trung tâm Cưỡi ngựa Quốc tế Tryon.

## Tác phẩm
- Människan på jorden : dikter och essäer, 1966. Urval: Atle Burman. Libris 1165375. 11:e upplagan, 1971. Libris 7745246. Nyutgivning, 1992. Libris 7412613.
- I begynnelsen skapade Gud, 1967. Libris 1165560. 4:e upplagan, 1970. Libris 903593.
- Lärarinnans brev, 1968. Libris 1295250.
- En stund i Blomrike, 1969. Libris1295247.
- Lallo människobarn, 1969. Libris 1295248.
- Dömd att dö, 1970. Libris 1165564.
- Det kom från ett barn, 1970. Libris 1165563.
- Vallflickan : dikter, 1972. Libris 7412227.
- När stormen kom, 1972. Libris 903595.
- Låt mig känna din hand. Urval ur Barbro Karléns böcker, 1975. Libris 7412288.
- Tillbaka till livet : dikter, 1992. Libris 7412614.
- Fragment av ett liv, 1998. Libris 7406145.